# Гленпул (Оклахома)
Гленпул (енгл. Glenpool) град је у америчкој савезној држави Оклахома.

## Демографија
По попису из 2010. године број становника је 10.808, што је 2.685 (33,1%) становника више него 2000. године.
| Група             | 2000.         | 2010.         |
| Белци             | 6.130 (75,5%) | 7.556 (69,9%) |
| Афроамериканци    | 184 (2,3%)    | 264 (2,4%)    |
| Азијати           | 74 (0,9%)     | 102 (0,9%)    |
| Хиспаноамериканци | 271 (3,3%)    | 636 (5,9%)    |
| Укупно            | 8.123         | 10.808        |